# Глобікувка
Глобікувка (пол. Głobikówka) — село в Польщі, у гміні Бжостек Дембицького повіту Підкарпатського воєводства.
Населення — 236 осіб (2011).
У 1975-1998 роках село належало до Тарновського воєводства.

## Демографія
Демографічна структура станом на 31 березня 2011 року:
|          | Загалом | Допрацездатний вік | Працездатний вік | Постпрацездатний вік |
| -------- | ------- | ------------------ | ---------------- | -------------------- |
| Чоловіки | 116     | 31                 | 78               | 7                    |
| Жінки    | 120     | 26                 | 67               | 27                   |
| Разом    | 236     | 57                 | 145              | 34                   |